# Pieter Quinton
Pieter Quinton (* 11. Februar 1998) ist ein Ruderer aus den Vereinigten Staaten. Er war 2024 Olympiadritter im Achter.

## Sportliche Karriere
Quinton besuchte die High School in Portland. Von 2016 bis 2020 studierte und ruderte er an der Harvard University. Danach machte Quinton seinen Master an der University of Washington.
Bei den Junioren-Weltmeisterschaften 2015 wurde Quinton Vierter im Vierer mit Steuermann. Im Jahr darauf bei den Junioren-Weltmeisterschaften 2016 erkämpfte er die Bronzemedaille in der gleichen Bootsklasse.
Erst 2022 nahm Quinton erstmals an den Weltmeisterschaften in der Erwachsenenklasse teil. Der US-Achter mit Alexander Karwoski, Nicholas Rusher, Michael Clougher, Liam Corrigan, Michael Knippen, Andrew Gaard, Christopher Carlson, Pieter Quinton und Steuermann James Catalano ruderte auf den vierten Platz mit anderthalb Sekunden Rückstand auf die drittplatzierten Australier. Bei den Weltmeisterschaften 2023 in Belgrad ruderte der Achter aus den Vereinigten Staaten in der Besetzung Henry Hollingsworth, Clark Dean, Oliver Bub, Peter Chatain, Christopher Carlson, Alexander Hedge, Ezra Carlson, Pieter Quinton und Steuermann James Catalano. Die Crew belegte den sechsten Platz mit 0,79 Sekunden Rückstand auf den fünftplatzierten Deutschland-Achter, nur die ersten fünf Achter waren direkt für die Olympischen Spiele 2024 qualifiziert.
Am 21. Mai 2024 gewann der US-Achter in Luzern die Qualifikationsregatta der letzten Chance. In Luzern bestand die Besatzung aus Henry Hollingsworth, Nicholas Rusher, Christian Tabash, Clark Dean, Christopher Carlson, Peter Chatain, Evan Olson, Pieter Quinton und Steuermann Rielly Milne. In dieser Besetzung trat der Achter auch bei den Olympischen Spielen in Paris an. Dort siegte der britische Achter vor den Niederländern, 1,36 Sekunden dahinter überquerte das Boot aus den Vereinigten Staaten die Ziellinie. Die viertplatzierten Deutschen kamen viereinhalb Sekunden später ins Ziel.